# Cultrinae
Die Einteilung der Lebewesen in Systematiken ist kontinuierlicher Gegenstand der Forschung. So existieren neben- und nacheinander verschiedene systematische Klassifikationen. 
Das hier behandelte Taxon ist durch neue Forschungen obsolet geworden oder ist aus anderen Gründen nicht Teil der in der deutschsprachigen Wikipedia dargestellten Systematik.
Die Cultrinae sind eine ausschließlich im festländischen Asien und auf den Großen Sunda-Inseln (Sumatra, Java, Kalimantan) vorkommende Unterfamilie der Karpfenfische (Cyprinidae). Das Verbreitungszentrum, die Region mit dem größten Artenreichtum, ist China.
Anfang 2013 wurde die 1860 durch den niederländischen Ichthyologen Pieter Bleeker aufgestellte Unterfamilie Oxygastrinae für zahlreiche bisher den Bärblingen (Danioninae) zugeordnete ostasiatische Arten revalidiert und die Cultrinae zusammen mit den Hypophthalmichthyinae, Opsariichthyinae, Squaliobarbinae und Xenocypridinae mit den Oxygastrinae synonymisiert.

## Merkmale
Die Cultrinae werden 11 bis 55 Zentimeter lang und unterscheiden sich von anderen Unterfamilien vor allem durch ihren gekielten Bauch. Ihr Körper ist in den meisten Fällen seitlich stark abgeflacht und von großen, leicht abfallenden Schuppen bedeckt. Das Maul ist end- oder oberständig, Barteln sind nur bei der Gattung Pogobrama vorhanden. Im Rachen finden sich zwei bis drei Reihen von gebogenen und nach hinten gerichteten Pharyngealzähnen. Die Seitenlinie ist vollständig. Die Rückenflosse wird für gewöhnlich von drei unverzweigten und sieben verzweigten Flossenstrahlen gestützt, die lange Afterflosse verfügt ebenfalls über drei unverzweigte Flossenstrahlen. Die Schwanzflosse ist tief gespalten. Die Ernährung der Cultinen beinhaltet mehr tierische Kost als die der übrigen Karpfenfisch-Unterfamilien.

## Gattungen
- Anabarilius Cockerell 1923
- Ancherythroculter Yih & Wu 1964
- Chanodichthys Bleeker 1860
- Culter Basilewsky 1855
- Cultrichthys Smith 1938
- Ischikauia Jordan & Snyder, 1900
- Hainania Koller 1927
- Hemiculter Bleeker 1860
- Hemiculterella Warpachowski 1887
- Megalobrama Dybowski 1872
- Parabramis Bleeker 1864
- Paralaubuca Bleeker 1864
- Pseudohemiculter Nichols & Pope 1927
- Pseudolaubuca Bleeker 1864
- Sinibrama Wu 1939
- Toxabramis Günther 1873